# Jacobsbaai
Jacobsbaai è una località costiera sudafricana situata nella municipalità distrettuale di West Coast nella provincia del Capo Occidentale.

## Geografia fisica
Il piccolo centro sorge lungo la costa della penisola di Capo Columbine a circa 120 chilometri a nord di Città del Capo.